# 灰毛柃
灰毛柃（学名：Eurya gnaphalocarpa）为山茶科柃木属下的一个种。

## 扩展阅读
- 維基物種上的相關：灰毛柃